# Estra
Gli Estra sono una Rock band italiana, originaria di Treviso, nel Veneto, nata nel 1991 dall'incontro di Giulio Casale (detto "Estremo") (voce), Eddy Bassan (basso), Nicola "Accio" Ghedin (batteria) e Abe Salvadori (chitarra).

## Storia del gruppo
Il gruppo nasce nel 1991 a Treviso. Fin dall'inizio riscuote un discreto successo dalla critica e dal pubblico grazie a due album autoprodotti. Ciò che più contraddistingue gli Estra sono i testi dai quali traspare una notevole ricerca poetica. Per questo motivo si usa spesso definire il loro genere come "rock d'autore".
Sono stati i vincitori di Rock Targato Italia nell'edizione del 1994. Hanno tenuto concerti in l'Italia nei club e in festivals italiani come il Concerto del Primo Maggio a Roma, Arezzo Wave, Sonoria Milano, Neapolis Festival e Tora! Tora!. Vinicio Capossela ha partecipato nella canzone Nordest Cowboy, contenuta nel loro terzo album Nordest Cowboys. Nel 1998 hanno aperto il concerto dei The Cure con i Marlene Kuntz e i Cornershop.
In carriera hanno registrato quattro album ufficiali in studio con la GCD Warner Music e un doppio cd live: "Metamorfosi", "Alterazioni", "Nordest Cowboys", "Tunnel Supermarket" e il doppio cd live dal titolo "A conficcarsi in carne d'amore". Il disco "Alterazioni" è votato dai lettori della rivista musicale Il Mucchio Selvaggio tra i migliori 10 dischi rock del 1997. Il disco Nordest Cowboys, in genere considerato la loro migliore produzione, è stato prodotto dall'americano Jim Wilson e la produzione esecutiva è stata di Federico Sparano.
La carriera degli Estra è stata curata sin dall'esordio dal loro fraterno manager Federico Sparano considerato quasi un quinto elemento del gruppo.
Dopo un lungo periodo di pausa, la band si riunisce e realizza un tour nell'aprile 2014 che comprende le città di Milano, Firenze e Roma, concludendosi a Treviso il 9 agosto 2015, che viene annunciato come l'ultimo concerto in assoluto del gruppo.
il 25 giugno 2017 compaiono però, davanti a duemila spettatori, sul palco della Festa d'Estate a Vascon (TV) senza usare esplicitamente il nome Estra. Il concerto viene annunciato come "Estremo, Abe, Accio, Eddy".
Nel 2020 il gruppo si riunisce ancora una volta per un concerto a Treviso nel festival Suoni di Marca.
Il 10 luglio 2023 la band lancia un crowdfunding per finanziare la produzione di un nuovo disco, ove nel giro di 72 ore viene oltrepassata la metà della cifra pianificata, cosa che  dà il via definitivo alle registrazioni dell'album. Il crowdfunding si conclude due mesi più tardi, e raccoglie una somma di poco inferiore a €33.000, superando di gran lunga il traguardo previsto.
La produzione dell'album, a cura della band e di Giovanni Ferrario, si svolge nel mese di luglio 2023. L'album viene inviato ai sostenitori nei mesi di marzo e aprile 2024, e pubblicato ufficialmente il 17 maggio 2024 a cura di moonmusic/FreecomHub.

## Formazione
- Giulio Casale - voce e chitarra
- Abe Salvadori - chitarra
- Eddy Bassan - basso
- Nicola "Accio" Ghedin - batteria

### Turnisti
- Stefano Andreatta - chitarra (2014)
- Marco Olivotto - tastiere (2024)

## Discografia

### Album in studio
- 1992 - Mentre il mondo era fuori
- 1993 - L'assedio n° 2
- 1996 - Metamorfosi
- 1997 - Alterazioni
- 1999 - Nordest Cowboys
- 2001 - Tunnel Supermarket
- 2024 - Gli anni venti

### EP
- 2000 - Signor Jones

### Live
- 2003 - A conficcarsi in carne d'amore